# Paco Roca
Francisco Martínez Roca (Valencia, 1969), conocido como Paco Roca, es un historietista español, adscrito al movimiento de la novela gráfica, que produce para el mercado global. Además de crear cómics, se dedica a la ilustración publicitaria.

## Biografía

### Infancia y juventud
Paco Roca nació en una familia de clase media, cuyo padre era electricista. De pequeño leyó Astérix, Blueberry, Mortadelo y Filemón y Tintín, lo que le enseñó "a amar la aventura y el cómic".
Con los años, descubriría también a Richard Corben, Carlos Giménez o Frank Miller, estudió Artes y Oficios en la escuela de Valencia y comenzó a trabajar en publicidad.

### Inicios profesionales (1994-2006)
Sus inicios como historietista fueron en 1994 en "Kiss Comix", donde ya trabajaba su amigo Rafa Fonteriz. En esta revista dibujó historietas eróticas, que era lo que se le demandaba, con personajes infantiles como Peter Pan o Aladino de protagonistas. Cuatro años más tarde comenzó a publicar para "El Víbora": Junto al guionista Juan Miguel Aguilera, con quien había trabajado en "Kiss Comix", crearon Road Cartoons, un experimento que mezclaba dibujo y 3D. En 2000 publicaron juntos GOG, comic-book inspirado en los mundos virtuales de Road Cartoons. En ellos la gente vive sus sueños, aunque no sean reales.
Con El juego lúgubre (La Cúpula, 2001) busca el paralelismo entre Drácula y Dalí: Dos seres que viven aislados (uno en Transilvania y otro en Cadaqués) y tienen atemorizados a sus vecinos porque están por encima de la moral. El álbum fue editado en Francia, Italia y Holanda. En 2003 publicó en Francia la primera entrega de su serie Las aventuras de Alexandre Icaro, con el título de Hijos de la Alhambra, sobre un misterio en torno al palacio moro que fascinó a muchos viajeros. Con El faro (2004), seguiría trabajando para el mercado francés.
Al mismo tiempo, había empezado a participar en una tertulia de radio junto a los diseñadores gráficos MacDiego y Modesto Granados, y al periodista y escritor Ramón Palomar. La Tertulia Friki ha pasado por diferentes emisoras valencianas y en la actualidad se emite los viernes a las 13 horas en el programa Abierto a Mediodía de Gestiona Radio Valencia (107.5 FM).

### Madurez y reconocimiento (2007-presente)

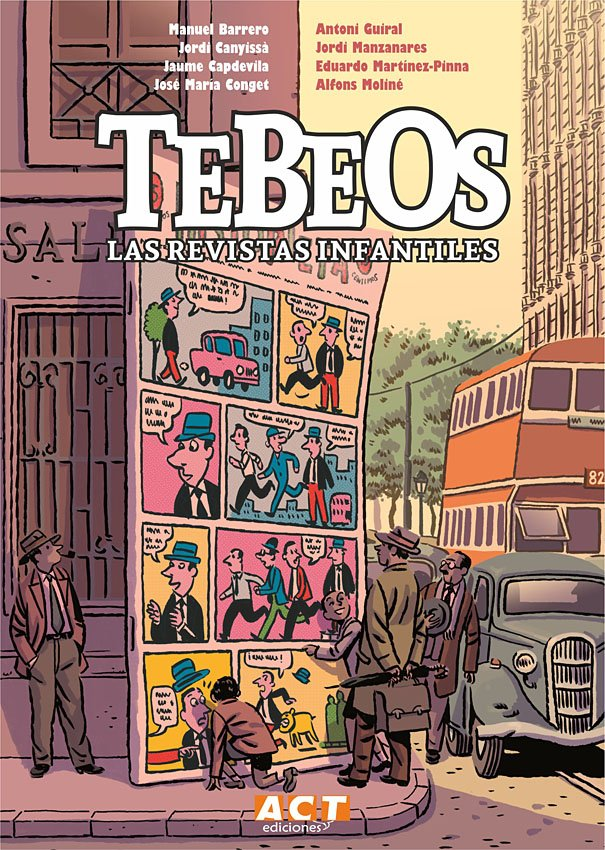
Ilustración de Paco Roca.

En marzo de 2007, la editorial francesa Delcourt lanzó su novela gráfica Rides, la cual fue considerada como uno de los 20 mejores cómics editados anualmente en el país galo. En noviembre, esta reflexión sobre la vejez había sido editada en español por Astiberri Ediciones con el título de Arrugas, recibiendo en 2008 sendos reconocimientos en el Salón del Cómic de Barcelona (Premio al Mejor Guion y Premio a la Mejor Obra de Autor Español); otro del festival de Lucca; y dos premios Dolmen, además del Premio Nacional del Cómic. Como consecuencia de todo ello, superó las 20.000 copias vendidas un año después de su lanzamiento.
Mientras se gestaba una adaptación fílmica de la exitosa Arrugas, Roca publicó dos novelas gráficas más: La fantástica Las calles de arena y, con Miguel Gallardo, Emotional World Tour, donde cuentan al alimón anécdotas relacionadas con la promoción de sus obras.
En 2010 inició la tira dominical Memorias de un hombre en pijama para el diario "Las Provincias". También abordó la vida en los campos de refugiados españoles en Francia tras la Guerra Civil en El ángel de la retirada, con el guionista francés Serguei Dounovetz, y la de los autores de la escuela Bruguera en El invierno del dibujante, realizada ya directamente para la editorial española Astiberri y con la que de nuevo ganó los premios a Mejor Guion y Mejor Obra de Autor Español en el Salón del Cómic de Barcelona 2011.
En 2012 el Museo valenciano de la ilustración y la modernidad (MuVIM) acogió una exposición retrospectiva dedicada a su obra. Durante el verano de 2013 publica Diario estival de un hombre en pijama en el El País Semanal, diario con el que llevaba colaborando esporádicamente desde 2009.
En 2013 diseñó la falla que Fede Ferrer realizó para la comisión General Barroso-Litógrafo Pascual y Abad. A finales de año vio publicaba su novela gráfica Los surcos del azar, basada en la historia de La Nueve, la división del Ejército de la Francia Libre formada por españoles durante la Segunda Guerra Mundial.
En 2015 Astiberri publicó La casa, elegido Mejor Cómic Nacional de 2015, premio otorgado por las librerías especializadas integradas en Zona Cómic-CEGAL.
En 2018 ilustró el libro Un romanç amb Botifarra (escrito por Paco Cerdà) sobre la vida del popular cantaor de canto valenciano Pep Gimeno «Botifarra».
En 2020, el autor recibió el Premio Eisner a la mejor edición de material internacional, durante la Comic Con de San Diego, que no pudo realizarse presencialmente por la pandemia de COVID-19. Los ganadores se conocieron en una ceremonia virtual presentada por el actor Phil Lamarr. Paco Roca recibió el preciado 'Oscar de los Cómics', por su trabajo más íntimo y local, La casa, lo que sorprende especialmente, dado que el mercado americano nunca se había mostrado muy interesado en cómics españoles de corte costumbrista.

## Adaptaciones de sus obras
- 2012. Adaptación de su obra Arrugas como película de animación. Dirigida por Ignacio Ferreras.

- En el 2020 el cineasta Alejandro Amenábar comenzó el rodaje de una miniserie titulada  La Fortuna  basada en su novela gráfica  El tesoro del Cisne Negro. Algunos actores que formarán parte de esta producción son Pedro Casablanc, Clarke Peters, Stanlie Tucci y Ana polvorosa.[15]

- 2024. Adaptación de su obra La casa, con guion de Álex Montoya, Joana M. y Ortueta.

## Estilo
Paco Roca ha manifestado que su objetivo es llegar

al público en general, a gente que no suele leer cómics. Esa es la gente que tengo en la cabeza a la hora de escoger el tema y al darle forma a la historia. Mi forma de narrar es muy sencilla, al igual que la concepción de la página, muy clásica.

Para ello, Paco Roca suele inspirarse en las noticias que llaman su atención. Es también un autor comprometido social y políticamente, que en la presentación de Los surcos del azar (2013), obra centrada en los exiliados españoles que lucharon en la Segunda Guerra Mundial, no dudaba en afirmar:

Hay que seguir luchando y recordando, por nosotros y las generaciones que vengan después. Luchar por las libertades es tan necesario como respirar.

Con el color, intenta potenciar las sensaciones de cada escena.

## Obra
Historietística
| Años      | Título                                                | Guionista                  | Tipo                  | Publicación                 |
| --------- | ----------------------------------------------------- | -------------------------- | --------------------- | --------------------------- |
| 1994      | Aladino                                               | Paco Roca                  | Historia corta        | Kiss Comix n.º 33           |
| 1995      | Blanca Navidad                                        | Paco Roca                  | Historia corta        | Kiss Comix n.º 39           |
| 1995      | Peter Pan                                             | Paco Roca                  | Historia corta        | Kiss Comix n.º 51           |
| 1998      | Road cartoons                                         | Juan Miguel Aguilera       | Historia corta        | El Víbora n.º 221 a 226     |
| 1999      | El Señor Osiris                                       | Paco Roca                  | Historia corta        | Ganadería Trashumante n.º 3 |
| 2000      | GOG                                                   | Juan Miguel Aguilera       | Comic book 48 pgs b/n | Fuera de Serie (La Cúpula)  |
| 2001      | El juego lúgubre                                      | Paco Roca                  | Comic-book 64 pgs b/n | Brut (La Cúpula)            |
| 2002      | Para un puto vicio que tengo...                       | Paco Roca                  | Historia corta        | El Víbora, Especial Vicio   |
| 2003      | Les voyages d'Alexandre Icare: Les fils de l'Alhambra | Paco Roca                  | Álbum                 | SAF                         |
| 2004      | El faro                                               | Paco Roca                  | Álbum                 | Astiberri                   |
| 2005      | Nuestros muertos                                      | Paco Roca                  | Historia corta        | Tos                         |
| 2005-2007 | Como cagallón por acequia                             | Paco Roca                  | Historia corta        | Humo                        |
| 2007      | Arrugas (Rides)                                       | Paco Roca                  | Novela gráfica        | Delcourt                    |
| 2009      | Las calles de arena (Les rues de sable)               | Paco Roca                  | Novela gráfica        | Delcourt                    |
| 05/2009   | Emotional World Tour                                  | Paco Roca/Miguel Gallardo  | Novela gráfica        | Astiberri                   |
| 11/2009   | El hombre montaña                                     | Paco Roca                  | Historieta corta      |                             |
| 06/2010   | L'Ange de la retirada                                 | Serguei Dounovetz          | Novela gráfica        | 6 Pieds Sour Terre          |
| 10/2010   | Made in Japan: The True Story of Spanish Design       | Paco Roca                  | Historieta corta      |                             |
| 12/2010   | El invierno del dibujante                             | Paco Roca                  | Novela gráfica        | Astiberri                   |
| 2011      | Memorias de un hombre en pijama                       | Paco Roca                  | Tira de prensa        | Astiberri                   |
| 2012      | Crónica de una crisis anunciada                       | Paco Roca                  | Historieta corta      | El País Semanal             |
| 2013      | De Valencia a Cádiz (1808-1814)                       | Rafael Marín               | Novela gráfica        | Generalidad Valenciana      |
| 11/2013   | Los surcos del azar                                   | Paco Roca                  | Novela gráfica        | Astiberri                   |
| 2014      | Andanzas de un hombre en pijama                       | Paco Roca                  | Tiras de prensa       | Astiberi                    |
| 2015      | La casa                                               | Paco Roca                  | Novela gráfica        | Astiberri                   |
| 2017      | La Encrucijada                                        | Paco Roca/José María Casañ | Novela gráfica        | Astiberri                   |
| 2018      | El tesoro del Cisne Negro                             | Paco Roca/Guillermo Corral | Novela gráfica        | Astiberri                   |
| 2018      | Confesiones de un hombre en pijama                    | Paco Roca                  | Tiras de prensa       | Astiberri                   |
| 2020      | Regreso al Edén                                       | Paco Roca                  | Novela gráfica        | Astiberri                   |
| 2023      | El abismo del olvido                                  | Paco Roca/Rodrigo Terrasa  | Novela gráfica        | Astiberri                   |

Ilustración
| Años | Título                  | Escritor    | Publicación |
| ---- | ----------------------- | ----------- | ----------- |
| 2011 | La metamorfosis         | Franz Kafka | Astiberri   |
| 2018 | Un romanç amb Botifarra | Paco Cerdà  | Reclam      |

## Premios y reconocimientos
- Gran Premio de Comic Barcelona 2025.
- Premio Eisner a la mejor edición de material internacional por "La Casa" en 2020.[18]
- Premio de la Asociación de Críticos y Divulgadores de Cómic de España (ACDCómic) 2020 por su obra Regreso al Edén.
- Premio Nacional del Cómic de España 2008 por su obra Arrugas.